# Gian Francesco Alois
Gian Francesco Alois († 4. März 1564 in Neapel) war ein italienischer Schriftsteller, der von der Inquisition wegen Ketzerei geköpft und verbrannt wurde.

## Leben
Weder sein Geburtsort noch sein Geburtsdatum sind überliefert. Vermutlich wurde er Anfang der 1520er Jahre geboren. Bekannt als Il Caserta, nach der Gegend um Caserta, in der die reiche und adlige Familie große Ländereien besaß, war Gian Francesco der Sohn von Aloisio Alois und Ippolita Caracciolo und heiratete mit Isabella ein weiteres Mitglied der adligen Caracciolo Familie. Er widmete sich der Schriftstellerei und war mit vielen Humanisten befreundet, wie z. B. Galeazzo Florimonte, Paolo Manuzio, Lodovico Dolce und Paolo Giovio. Scipione Ammirato machte ihn zum Protagonisten seines Dialogs Il Rota, ovvero delle imprese, und er war auch Autor von Gedichten, veröffentlicht in Rime di diversi Signori Napoletani, Venedig 1552 und in Rime di diversi nobilissimi et eccellentissimi autori in morte della Signora Irene di Spilimbergo, Venedig 1561.
Er gehörte zu den ersten Schülern von Juan de Valdés, dem spanischen nikodemitischen Evangelisten, der mit Marcantonio Flaminio – Co-Autor mit Benedetto Fontanini von Beneficio di Cristo – eine große Rolle bei der Verbreitung der reformierten Ideen in Neapel spielte. Alois beherbergte Flaminio 1539 in
seiner Villa in Piedimonte und es wurde ihm dafür in der Carmina des friaulischen Humanisten gedankt. In der Villa von Piedimonte empfing er auch den Augustinermönch und Schüler von Valdés, Lorenzo Romano, um dort zu unterrichten: Nachdem er 1551 entdeckt wurde, floh er, stellte sich spontan in Rom ein, wo er abschwor.
Während der Proteste gegen die Inquisition in Neapel im Jahr 1547 musste er den Tod seines Bruders Giambattista miterleben. Er unterstützte seinen Cousin, den Marchese von Vico Gian Galeazzo Caracciolo, bei der Konvertierung zur Reformation. Als dieser 1551 den Entschluss fasste in die Schweiz zu gehen, bat er Gian Francesco vergeblich mit ihm zu kommen. Schon bald wurde er in die von Giulio Antonio Santori geführte inquisitorische Bekämpfung der Waldenser verwickelt: zunächst auf seiner Fehde von Piedimonte gesucht, zog er im September 1552 mit seiner Frau nach Neapel, wo er verhaftet wurde.
Am 11. Oktober wurde er mit anderen Verhafteten auf dem Seeweg nach Rom gebracht und im Inquisitionsgefängnis in Santa Maria sopra Minerva eingesperrt. Dank der Fürsprache eines der Inquisitionskardinäle, Girolamo Verallo, dessen Bruder Matteo sein Freund war, und seiner öffentlichen Abschwörung wurde er am 23. Dezember gegen Kaution freigelassen und durfte nach Neapel zurückkehren. Es war eine Abschwörung aus Bequemlichkeit und Gian Francesco nahm seine üblichen Kontakte wieder auf, während seine Familie besonders verärgert nicht zögerte, den Inquisitor Santori mit dem Tod zu drohen.
Der Tod von Papst Paul IV. im August 1559, der jeden religiösen Dissens gewaltsam unterdrückte, wurde in Rom und anderswo mit Jubel begrüßt. Der Inquisitor Santori berichtete: „wegen des Hasses, den sie ihm entgegenbrachten, machten die Ketzer aus Neapel und Caserta und aus anderen Gegenden viele volkstümliche und lateinische Pasquini gegen ihn“. Gian Francesco sollte eines Tages sagen, dass "solange Paul IV. lebte haben wir uns bei der Diskussion über diese Dinge zurückgehalten, aber danach, als wir von der Brusata di Ripetta hörten und dass Papst Paul IV. gestorben war breiteten wir anderen, die dieser Meinung waren, unsere Hände aus und argumentierten voll und ganz mit diesen lutherischen Überzeugungen".
Die Illusion einer gewissen Toleranz sollte nur kurze Zeit andauern. In der Zwischenzeit konnte es sich Gian Francesco leisten, bereits der Ketzerei verdächtigten bekannte Persönlichkeiten, wie Giulia Gonzaga und Pietro Carnesecchi, zu treffen. Aber ein neues Ereignis zerstörte die Existenz von Gian Francesco endgültig. Juan de Soto, eine spanische Persönlichkeit und Sekretär des Vizekönigs, wurde 1562 von Baron Consalvo Bernaudo – der schon Jahre zuvor abschwören musste und ein enger Freund von Gian Francesco war – trotz Angeboten, Schmeicheleien und sogar Drohungen die Hand seiner Tochter Cornelia verweigert. Als letztes Mittel ließ de Soto Gian Francesco von der Inquisition in Neapel festnehmen, um seine Freilassung als Druckmittel für die Hand von Cornelia Bernaudo zu verwenden. Die Erpressung war erfolgreich und de Soto konnte die Tochter des Barons heiraten, aber Gian Francesco kam nicht frei und wurde im Oktober 1562 zusammen mit anderen Inquisitoren, darunter auch ein Adliger aus Aversa, Bernardino Gargano, in die Gefängnisse des Heiligen Offiziums in Rom gebracht, da man befürchtete, dass seine Inhaftierung in Neapel heftige Reaktionen der einflussreichen Familie von Gian Francesco und der ihnen nahestehenden Personen auslösen würde.
Die Ermittlungen gegen Gian Francesco wurden in Neapel fortgesetzt: Der Zeuge Giovan Battista Sasso, sein Verwandter und Freund, gab am 13. September 1563 an, dass Gian Francesco Alois ihm Jahre zuvor anvertraut hatte, dass er „mit Gewalt geschworen habe um nicht sein Leben zu verlieren, denn als er in den Händen der Priester gewesen sei habe er sagen müssen was sie von ihm wollten [...] aber alle diese Meinungen, die Giovan Francesco auf lutherische Weise gelehrt und gehalten hatte, sagte er, dass sie wahr seien und dass er sie für wahr halte, so wie er sie früher hielt und glaubte“. Diese Meinungen bestanden in der Überzeugung, dass „der Papst keine Autorität hatte, außer das Evangelium zu predigen [...] er sagte viel Schlechtes über Papst Paul IV. [...] der Glaube allein, ohne unsere guten Werke, reichte aus, um den Menschen zu rechtfertigen, und das Blut und das Leiden Jesu Christi reichte aus, um unsere Sünden zu vergeben [...] diejenigen, die auserwählt waren, mussten notwendigerweise ins Paradies gehen, und die wahre Kirche war die der Auserwählten und Auserkorenen“. Außerdem existierte das Fegefeuer nicht und die von der Kirche geforderten Ablässe und Jubeljahre waren nur „Streiche und Erfindungen, um Geld zu beschaffen“.
Alois und Gargano wurden nach Neapel zurückgebracht, um das am 3. Januar 1564 verkündete Todesurteil zu hören, aber am 10. Januar wurden sie der Folter unterzogen, um ihnen die Namen ihrer Anhänger zu entreißen. Beide legten ein Geständnis ab, und am 1. März wurde das „neue und endgültige Urteil“ verkündet: als reuelose Ketzer wurden sie dem weltlichen Arm zur Vollstreckung des Urteils übergeben, die am 4. März durch Enthauptung und Verbrennung der Leichen auf der Piazza del Mercato stattfand.